# Georges Grignard
Auguste Georges Paul Grignard va ser un pilot de curses automobilístiques francès que va arribar a disputar curses de Fórmula 1.
Georges Grignard va néixer el 25 de juliol del 1905 a Villeneuve-Saint-Georges, França i va morir el 7 de desembre del 1977 a Port-Marly.

## A la F1
Va debutar a la segona temporada de la història del campionat del món de la Fórmula 1, l'any 1951, disputant el 16 de setembre del 1951 el GP d'Espanya, que era la vuitena i última prova de la temporada.
Georges Grignard va participar en aquesta única cursa puntuable pel campionat de la F1, no tornant a córrer cap més cursa.
Fora del campionat de la F1 va disputar nombroses proves amb millors resultats que a les curses oficials.

## Resultats a la Fórmula 1
| Any  | Equip   | Xassís      | Motor  | 1   | 2   | 3   | 4   | 5   | 6   | 7   | 8       | Posició | Punts |
| ---- | ------- | ----------- | ------ | --- | --- | --- | --- | --- | --- | --- | ------- | ------- | ----- |
| 1951 | Private | Talbot-Lago | Talbot | SUI | 500 | BEL | FRA | GBR | ALE | ITA | ESP Ret | -       | 0     |

### Resum
| Curses: | Victòries: | Pòdiums: | Poles: | Voltes ràpides: | Punts: |
| ------- | ---------- | -------- | ------ | --------------- | ------ |
| 1       | 0          | 0        | 0      | 0               | 0      |